# Округ Ист Фелисијана (Луизијана)
Ист Фелисијана (енгл. East Feliciana Parish) је округ у америчкој савезној држави Луизијана.

## Демографија
По попису из 2010. године број становника је 20.267, што је 1.093 (-5,1%) становника мање него 2000. године.
| Група             | 2000.          | 2010.          |
| Белци             | 10.989 (51,4%) | 10.666 (52,6%) |
| Афроамериканци    | 10.057 (47,1%) | 9.108 (44,9%)  |
| Азијати           | 49 (0,2%)      | 52 (0,3%)      |
| Хиспаноамериканци | 157 (0,7%)     | 208 (1,0%)     |
| Укупно            | 21.360         | 20.267         |